# Annika Drazek
Annika Drazek (* 11. April 1995 in Gladbeck) ist eine deutsche Bundespolizistin, ehemalige Bobsportlerin und Leichtathletin.

## Karriere
Ihre sportliche Karriere begann Drazek als Sprinterin. Sie betrieb elf Jahre lang Leichtathletik und zählte zu den besten Nachwuchssprinterinnen Deutschlands. Bei den Leichtathletik-Jugendweltmeisterschaften 2011 und bei den Leichtathletik-Junioreneuropameisterschaften 2013 wurde sie Siebte im 100-Meter-Lauf.
Danach wechselte Drazek zum Bobsport. Als Anschieberin von Anja Schneiderheinze wurde sie bei der Bob-Weltmeisterschaft 2015 Vizeweltmeisterin im Zweierbob. In der folgenden Saison gewann die beiden bei der Europameisterschaft 2016 und der Weltmeisterschaft 2016 jeweils Gold.
Nachdem Anja Schneiderheinze im Jahr 2016 ihre Karriere beendet hatte, startete Annika Drazek im Jahr 2017 bei der Europameisterschaft in Winterberg als Anschieberin von Mariama Jamanka und gewann dabei erneut die Goldmedaille. Bei der Europameisterschaft 2018 in Innsbruck-Igls, welche aufgrund der Olympischen Winterspiele 2018 schon im Jahr 2017 ausgefahren wurden, startete sie als Anschieberin von Stephanie Schneider und konnte zum dritten Mal hintereinander den Europameistertitel gewinnen und das mit drei verschiedenen Pilotinnen.  Ein Jahr später schob sie dann wieder den Bob von Jamanka an und holte sich den vierten Titel in Folge.
Am 6. Oktober 2023 gab Drazek ihr Karriereende im Bobsport bekannt. Sie trat eine Stelle bei der Bundespolizei an.

## Erfolge

### Weltcupsiege
Zweierbob Damen
| Nr. | Datum         | Ort            | Bahn                                              | Pilotin              |
| --- | ------------- | -------------- | ------------------------------------------------- | -------------------- |
| 1.  | 8. Feb. 2015  | St. Moritz     | Olympia Bob Run St. Moritz–Celerina               | Anja Schneiderheinze |
| 2.  | 16. Dez. 2017 | Innsbruck-Igls | Olympia Eiskanal Igls                             | Stephanie Schneider  |
| 3.  | 20. Jan. 2018 | Königssee      | Kunsteisbahn Königssee                            | Stephanie Schneider  |
| 4.  | 8. Dez. 2018  | Sigulda        | Rennrodel- und Bobbahn Sigulda                    | Mariama Jamanka      |
| 5.  | 9. Jan. 2019  | Altenberg      | Rennschlitten- und Bobbahn Altenberg              | Mariama Jamanka      |
| 6.  | 12. Jan. 2019 | Königssee      | Kunsteisbahn Königssee                            | Mariama Jamanka      |
| 7.  | 23. Feb. 2019 | Calgary        | Bob- und Rennschlittenbahn im Canada Olympic Park | Mariama Jamanka      |
| 8.  | 18. Jan. 2020 | Innsbruck-Igls | Olympia Eiskanal Igls                             | Mariama Jamanka      |

## Ehrungen
- 2016: NRW-Sportlerin des Jahres